# Alexander Meissner

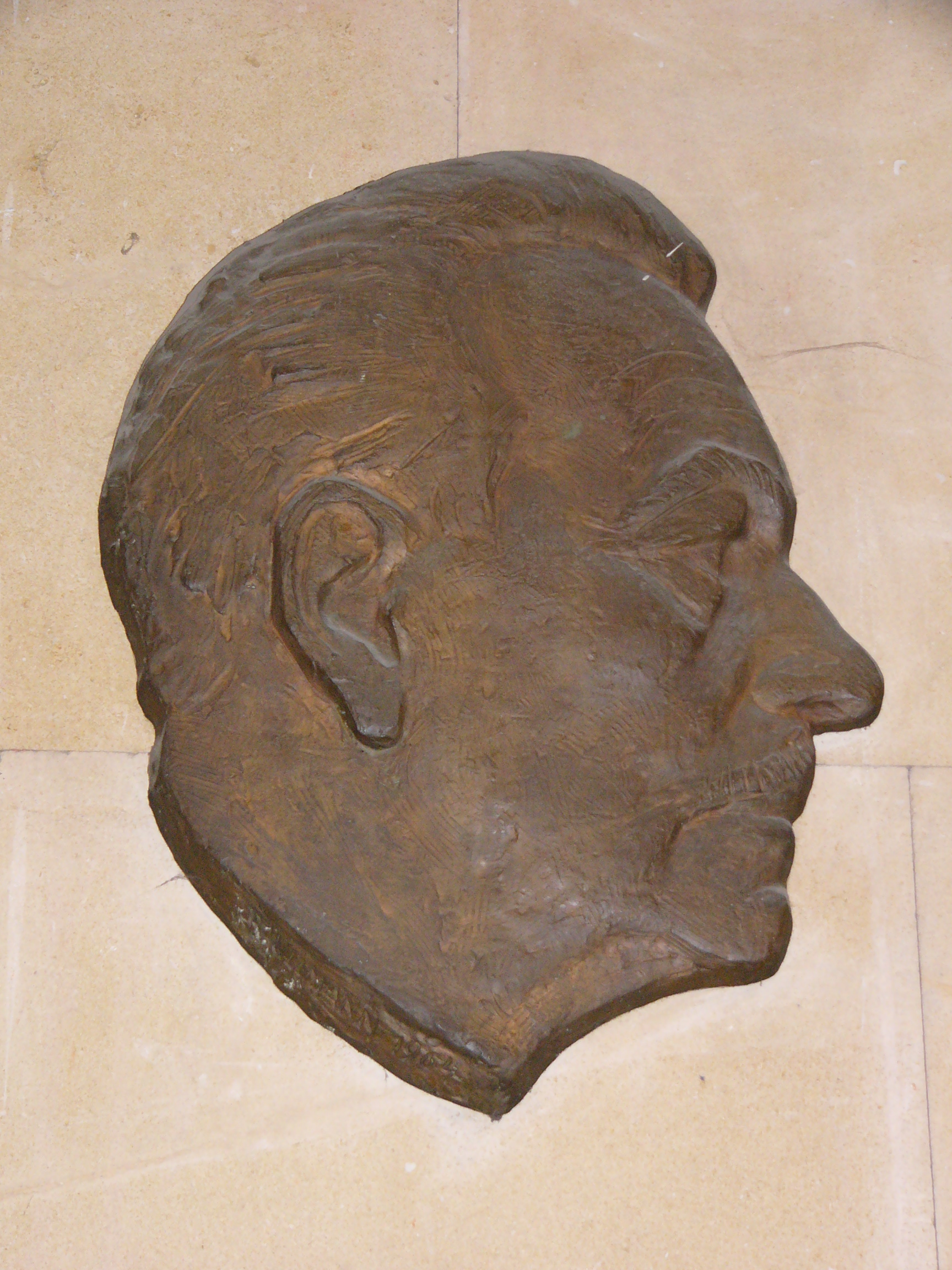
Placa conmemorativa dedicada a Alexander Meissner

Alexander Meissner (Viena, 14 de septiembre de 1883 - Berlín, 3 de enero de 1958) fue un ingeniero y físico austriaco.
Su campo de interés fue el diseño de antenas y la amplificación de señales que impulsaron el desarrollo de la radiotelegrafía. En marzo de 1913 descubrió el principio de la retroalimentación positiva independientemente de Edwin Armstrong y, aplicando la retroalimentación positiva a los amplificadores de válvulas de vacío, co-inventó el oscilador electrónico, que se convirtió en la base de la transmisión de radio en 1920 y tiene innumerables usos en la actualidad. El circuito oscilador de acoplamiento inductivo que inventó se conoce hoy como oscilador Meissner.

## Biografía
Meissner se formó en la Escuela de Ingeniería de Viena y se doctoró en ciencias técnicas en 1902. En 1907 fue contratado por la Compañía Telefunken en Berlín, donde realizó investigaciones sobre emisiones de radio. Mejoró el diseño de antenas para transmitir en longitudes de onda largas, diseño nuevos circuitos de tubos de vacío y sistemas de amplificación, y desarrolló el principio heterodino para la recepción de radio. En 1911, Meissner diseñó la primera radiobaliza giratoria para asistir en la navegación de las aeronaves Zeppelin. En 1913 fue el primero en amplificar señales de radio de alta frecuencia utilizando retroalimentación en un triodo de vacío; este principio hizo posible construir receptores de radio más sensibles que cualquier tipo anterior. Después de 1928, Meissner se desempeñó como profesor en la Universidad Técnica de Berlín.